# Гиммлер, Генрих
Ге́нрих Лу́итпольд Ги́ммлер (нем. Heinrich Luitpold Himmler, немецкий: [ˈhaɪnʁɪç ˈluːɪtˌpɔlt ˈhɪmlɐ] (слушать)о файле; 7 октября 1900, Мюнхен, Королевство Бавария, Германская империя — 23 мая 1945, Люнебург, Нижняя Саксония, Британская зона оккупации Германии) — немецкий политический и военный деятель, один из главных деятелей нацистской Германии, НСДАП и рейхсфюрер СС (1929—1945). Также занимал должности рейхсминистра внутренних дел (1943—1945), рейхсляйтера (1933), начальника РСХА (1942—1943). Гиммлер, будучи одной из наиболее влиятельных фигур нацистской Германии, причастен к совершению нацистских преступлений, входит в число главных организаторов Холокоста.
Во время Первой мировой войны входил в состав резервного батальона и непосредственного участия в боях не принимал. Получил диплом Высшего технического училища Мюнхена по специальности агронома. Вступив в партию в 1923 году, спустя два года стал членом СС. В 1929 году приказом Гитлера назначен рейхсфюрером CC. В последующие шестнадцать лет Гиммлер преобразовал СС из батальона численностью 290 бойцов в военную организацию с миллионным штатом. По замыслу Гитлера, именно члены СС занимались созданием и охраной концентрационных лагерей. Гиммлер был известен умением подбирать компетентных помощников, таких как Рейнхард Гейдрих. С 1943 года он возглавлял германскую полицию и министерство внутренних дел. В его ведении находились все внешние и внутренние силы полиции и безопасности, в том числе гестапо. На протяжении всей жизни Гиммлер проявлял интерес к оккультизму. Опираясь на германский неоязыческий нарратив и движение фёлькише, он мотивировал расовую политику нацистов и ввёл эзотерические практики в обиход членов СС.
При поддержке Гитлера Гиммлер организовал айнзацгруппы — эскадроны смерти, осуществлявшие массовые убийства гражданских лиц на оккупированных территориях Восточной Европы и СССР. Отвечая за работу концлагерей, Гиммлер отдал приказы об уничтожении около 6 миллионов евреев, от 200 до 500 тысяч цыган и миллионов других узников. Общая численность уничтоженных режимом людей составляет от 11 до 14 миллионов. Большинство убитых были гражданами Польши и Советского Союза.
На исходе Второй мировой войны Гитлер вверил ему командование группами армий «Верхний Рейн» и «Висла». Осознавая неизбежность поражения, Гиммлер пытался инициировать мирные переговоры с западными странами антигитлеровской коалиции. Узнав об этом, Гитлер в своём политическом завещании от 29 апреля 1945 года лишил его всех должностей и званий и выдал ордер на его арест. После окончания войны Гиммлер попытался скрыться, но 21 мая 1945 года был задержан англичанами и взят в плен. Два дня спустя он раскрыл свою личность и покончил жизнь самоубийством с помощью капсулы с цианидом калия. Его тело было захоронено в неизвестном месте на Люнебургской пустоши.

## Биография

### Детство и юность

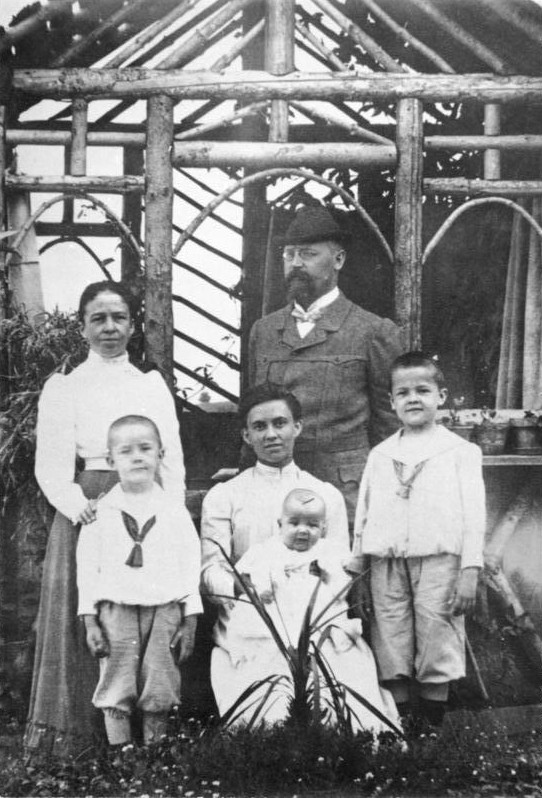
Семья Гиммлеров. 1906

Генрих Луитпольд Гиммлер родился 7 октября 1900 года в Мюнхене. Отец — Йозеф Гебхард Гиммлер (17 мая 1865 — 29 октября 1936), был учителем, мать — Анна Мария Гейдер (16 января 1866 — 10 сентября 1941). Родители Генриха принадлежали к среднему классу и исповедовали католицизм, особенно набожной была его мать. У Генриха было два брата: Гебхард Людвиг (29 июля 1898 — 22 июня 1982) и Эрнст Герман (23 декабря 1905 — убит при обороне Берлина 2 мая 1945).
Генриха назвали в честь своего крёстного отца, Генриха Баварского, который был учеником Гебхарда Гиммлера. Гебхард служил заместителем директора в ландсхутской гимназии, студентом которой стал и его сын Генрих. Он был хорошим учеником, однако не ладил с физкультурой. У него было слабое здоровье, он часто страдал от хронических болей в желудке и других недугов. В юности он ежедневно занимался гимнастикой и тренировался с гирями, чтобы стать сильнее. Одноклассники отмечали позже его прилежание и неловкость, которую он испытывал в общении.

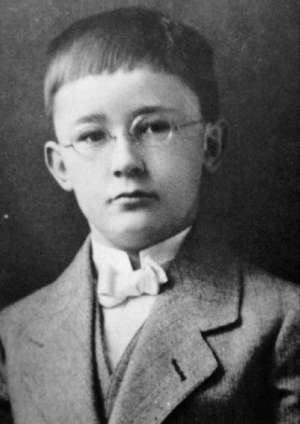
Гиммлер в детстве

Дневник Гиммлера, который он периодически вёл с десятилетнего возраста, демонстрирует его интерес к текущим событиям, дуэлям и «серьёзному обсуждению вопросов религии и секса». В 1915 году он поступил в кадетский корпус Ландсхута. Благодаря связям отца его приняли кандидатом в офицеры. В декабре 1917 года кадет Гиммлер поступил в резервный батальон 11-го баварского полка. Его брат Гебхард, служивший на Западном фронте, был награждён Железным крестом и произведён в лейтенанты. В ноябре 1918 года, когда Генрих ещё проходил обучение, война закончилась поражением Германии, что лишило его возможности стать офицером и отправиться на фронт. Демобилизовавшись 18 декабря, он вернулся в Ландсхут, где завершил обучение в гимназии. В 1919—1922 годах после стажировки на ферме и болезни он изучал агрономию на сельскохозяйственном отделении Высшего технического училища при Мюнхенском университете.
Несмотря на ликвидацию дискриминационных законов в ходе объединения Германии (1871) — ей подвергались нехристианские группы населения, в том числе евреи, — в Германии и других европейских странах продолжал существовать и процветать антисемитизм. На момент поступления в университет Гиммлер уже разделял подобные взгляды и, как многие однокурсники, избегал контактов с евреями. В студенческие годы он оставался примерным католиком и большую часть свободного времени проводил в компании своих товарищей по фехтовальному кружку «Лига Аполлона», которым руководил еврей. Несмотря на свой антисемитизм, Гиммлер сохранял вежливость при общении с ним и другими еврейскими членами кружка. На втором курсе он с удвоенной силой стремился сделать военную карьеру. Хотя ему это не удалось, он познакомился с некоторыми руководителями полувоенных организаций Мюнхена. Именно в это время состоялось его знакомство с Эрнстом Рёмом, одним из первых членов Национал-социалистической немецкой рабочей партии (НСДАП) и соучредителем штурмовых отрядов (СА). Гиммлер восхищался Рёмом как бывшим фронтовиком и по его совету вступил в националистическую антисемитскую организацию «Общество имперского флага».
В 1922 году Гиммлер стал всё больше интересоваться «еврейским вопросом». В его дневниковых записях появились всё более резкие суждения о евреях и изложения дискуссий с однокурсниками на эту тему. В его списках для чтения, приведённых в дневнике, преобладали антисемитские брошюры, германские мифы и оккультные трактаты. После убийства министра иностранных дел Вальтера Ратенау политические взгляды Гиммлера претерпели радикальный сдвиг вправо, и он принял участие в демонстрациях против Версальского договора. Гиперинфляция в стране привела к тому, что родители Гиммлера больше не могли оплачивать учёбу всех трёх сыновей. Получив диплом агронома и не имея возможности поступить в докторантуру, Гиммлер был вынужден устроиться на низкооплачиваемую работу в бюро и проработал там до сентября 1923 года.

### Активист НСДАП
В августе 1923 года Гиммлер вступил в НСДАП, получив партийный билет № 42.404. В качестве члена подразделения Рёма он принимал участие в событиях «Пивного путча» — безуспешной попытке нацистов захватить власть в Мюнхене. Это событие побудило Гиммлера стать политиком. Он был допрошен в полиции, но за недостатком улик отпущен без предъявления обвинений. Тем не менее он лишился работы, не мог трудоустроиться по специальности и вернулся в родительский дом. Расстроенный неудачами, он стал раздражительным, агрессивным и самоуверенным, отталкивая как друзей, так и родственников.
В 1923—1924 годах Гиммлер находится в поисках нового мировоззрения. Отказавшись от католицизма, он сосредоточился на оккультизме и антисемитизме. Его новой религией стала германская мифология, подкреплённая оккультными идеями. Его политические взгляды вполне соответствовали программе национал-социалистов. Первоначально Гиммлер не был увлечён Гитлером и не разделял культ личности фюрера. Однако, больше узнав о Гитлере благодаря чтению, он стал считать его личностью, полезной для партии. Впоследствии он стал восхищаться Гитлером и даже поклоняться ему. Стремясь упрочить свои позиции в НСДАП, Гиммлер воспользовался разладом в партии после ареста Гитлера в связи с «Пивным путчем». С середины 1924 года он работал партийным секретарём и помощником Грегора Штрассера по пропаганде. Гиммлер проехал всю Баварию, выступая с речами и распространяя литературу. В конце года Штрассер назначил Гиммлера руководителем нижнебаварского бюро НСДАП. В феврале 1925 года партия возобновила свою деятельность, и в обязанности Гиммлера вошёл вопрос расширения её состава.

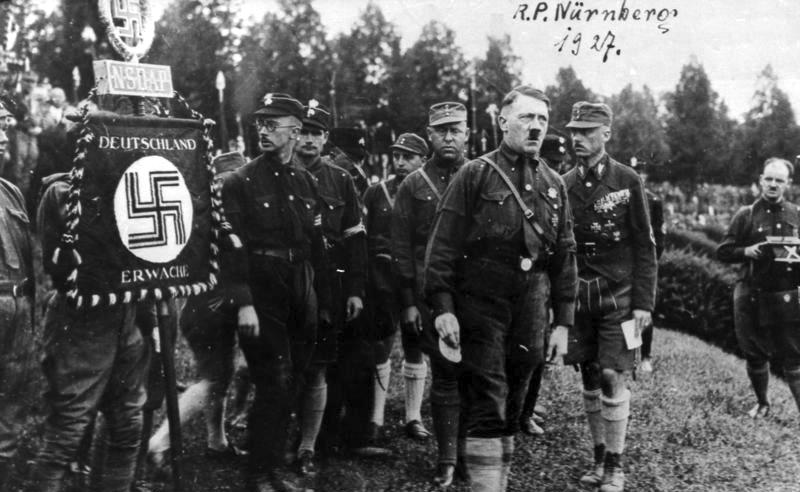
Гиммлер и Гитлер на съезде НСДАП. Нюрнберг, 1927

В том же году Гиммлер стал членом охранных отрядов в звании фюрера СС (номер удостоверения — 168). Организация СС была образована в 1923 году в качестве подразделения СА для личной охраны Гитлера и преобразована в 1925 году в элитное подразделение СА. С 1926 года Гиммлер занимал должность гауфюрера СС в Нижней Баварии (на тот момент иерархия в СС была весьма простой; сложная система званий была заимствована у СА позднее, с ростом численности СС). В январе 1927 года Штрассер назначил его заместителем начальника по вопросам пропаганды. Как это было типично для НСДАП, Гиммлер имел значительную свободу действий, которая со временем становилось всё больше. Он начал собирать данные о численности евреев, масонов и политических противников НСДАП. Плодом его тяги ко всеобщему контролю стала сложная бюрократия. В сентябре 1927 года Гиммлер изложил Гитлеру свою идею превратить СС в лояльное, мощное, расово чистое элитное боевое подразделение. Оценив способности Гиммлера, Гитлер назначил его заместителем рейхсфюрера СС в звании оберфюрера СС.
Примерно в то же время Гиммлер присоединился к «Артаманской лиге» — молодой группе в составе народного движения. Там он познакомился с Рудольфом Хёссом, будущим комендантом лагеря смерти Освенцим, и Рихардом Дарре, чья книга «Крестьянство как источник жизни нордической расы» привлекла внимание Гитлера, который впоследствии назначению его министром продовольствия и сельского хозяйства. Дарре твёрдо верил в превосходство нордической расы, и его философия существенно повлияла на Гиммлера.

### Карьерный взлёт в СС

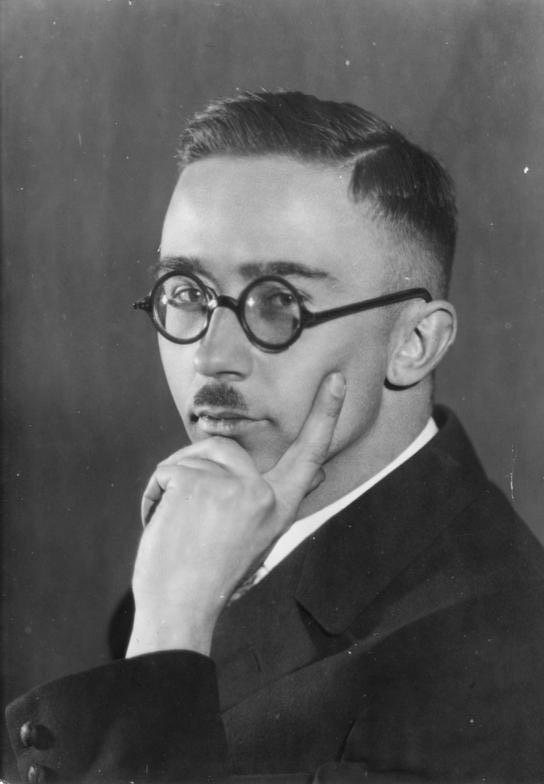
Гиммлер в 1929 году. Фотография Генриха Гофмана

В январе 1929 года после ухода в отставку Эрхарда Хайдена Гиммлер с одобрения Гитлера стал новым рейхсфюрером CC, продолжая выполнять свои обязанности в отделе пропаганды. Одной из его первых задач стала подготовка СС к намеченному на сентябрь съезду партии в Нюрнберге. В течение 1930 года Гиммлер увеличил численность СС с 290 до 3 тысяч человек и убедил Гитлера сделать СС отдельной организацией, хотя она всё ещё подчинялась СА.
Экономический спад во время великой депрессии был использован нацистами для завоевания власти. Коалиционное правительство Веймарской республики не справлялось с экономической ситуацией, поэтому многие избиратели стали симпатизировать радикальным политическим силам, в том числе нацистам. Гитлер использовал популистскую риторику, обвиняя в экономическом кризисе отдельные группы населения, в первую очередь, разумеется, евреев.
В 1930 году Гиммлер был впервые избран депутатом рейхстага 5-го созыва от Верхней Баварии и в дальнейшем неоднократно переизбирался членом 6-го, 7-го, 8-го, 9-го, 10-го и 11-го созывов.
На выборах 1932 года нацисты получили 37,3 % голосов и 230 мест в рейхстаге. 30 января 1933 года рейсхпрезидент Пауль фон Гинденбург назначил Гитлера канцлером, который возглавил недолговечную коалицию НСДАП с НННП. В новый кабинет вошли лишь три члена НСДАП — Гитлер, Герман Геринг (министр без портфеля и министр внутренних дел по Пруссии) и Вильгельм Фрик (федеральный министр внутренних дел). Менее чем через месяц произошёл поджог Рейхстага. Гитлер воспользовался этим событием, вынудив фон Гинденбурга подписать Указ о защите народа и государства, который лишал граждан базовых прав и позволял заключать их под стражу без решения суда. Закон о чрезвычайных полномочиях 1933 года передавал правительству — то есть Гитлеру — все законодательные функции. Германия фактически становилась диктатурой. 1 августа 1934 года кабинет Гитлера издал закон, согласно которому со смертью фон Гинденбурга должность президента упразднялась, а его полномочия объединялись с полномочиями канцлера. Фон Гинденбург умер на следующее утро, и Гитлер стал главой правительства и главой государства — «фюрером и рейхсканцлером».
Приход национал-социалистов к власти означал укрепление позиций СС и Гиммлера. К 1933 году СС насчитывала 52 тыс. членов. Строгие требования гарантировали, что все члены будут принадлежать к «арийской» «расе господ». Желающие присоединиться к СС должны были обладать «нордическими качествами» — по словам Гиммлера, «подобно садовнику, который стемится воспроизвести старый добрый сорт, подвергшийся смешению и порче; мы начали с принципов селекции растений и затем довольно прямолинейно стали отсеивать людей, которых мы, по нашему мнению, не могли использовать для укрепления СС». Мало кто осмелился отметить, что Гиммлер не соответствовал им же утвержденным стандартам.
За «расовой чистотой» организации следило Главное управление по вопросам расы и поселения, которое Гиммлер учредил в конце 1931 года, назначив его руководителем группенфюрера СС Рихарда Дарре. Происхождение членов СС было предметом скрупулёзного изучения. 31 декабря 1931 года Гиммлер ввёл «брачный регламент», который обязывал вступавших в брак членов СС предоставлять семейное древо, которое доказывало принадлежность обеих семей к «арийской расе» вплоть до 1800 года. Если же расследование выявляло хотя бы одного «неарийского» предка, человек лишался членства в организации. Каждый член СС получал Sippenbuch с описанием его генеалогии. Гиммлер рассчитывал, что в каждом браке с участием члена СС должны родиться как минимум четверо детей, тем самым формируя пул будущих потенциальных новобранцев. Однако эта программа дала весьма скромные результаты: в брак вступили менее 40 % членов СС, и в среднем каждый из них произвел на свет лишь одного ребёнка.
Гиммлер обладал организованным умом, был эрудирован, и это помогало ему при создании различных отделов в структуре СС. В 1931 году он назначил Рейнхарда Гейдриха начальником новой Службы разведки (с 1932 года — Службы безопасности). Позже Гейдрих стал заместителем Гиммлера по вопросам разведки и государственной безопасности. Оба хорошо ладили друг с другом. В 1933 году они приступили к выводу СС из-под подчинения СА. Вместе с министром внутренних дел Фриком они намеревались создать в Германии единую полицейскую службу. В марте 1933 года Имперский комиссар Баварии Франц фон Эпп назначил Гиммлера руководителем мюнхенской полиции. Гиммлер в свою очередь поставил во главе отдела IV — политической полиции — Гейдриха. После этого Гиммлер и Гейдрих постепенно взяли на себя контроль над политической полицией всех германских земель — лишь прусское гестапо оставалось в ведении Геринга.
1 января 1933 года Гитлер произвёл Гиммлера в ранг обергруппенфюрера СС, уравняв его в звании с командирами СА. 2 июня 1933 года вместе с руководителями двух других нацистских военизированных организаций, СА и гитлерюгенда, Гиммлер получил звание рейхсляйтера — второе по значению политическое звание в НСДАП. 10 июля того же стал членом Государственного совета Пруссии, в 2 октября 1933 года — одним из основателей Академии немецкого права.

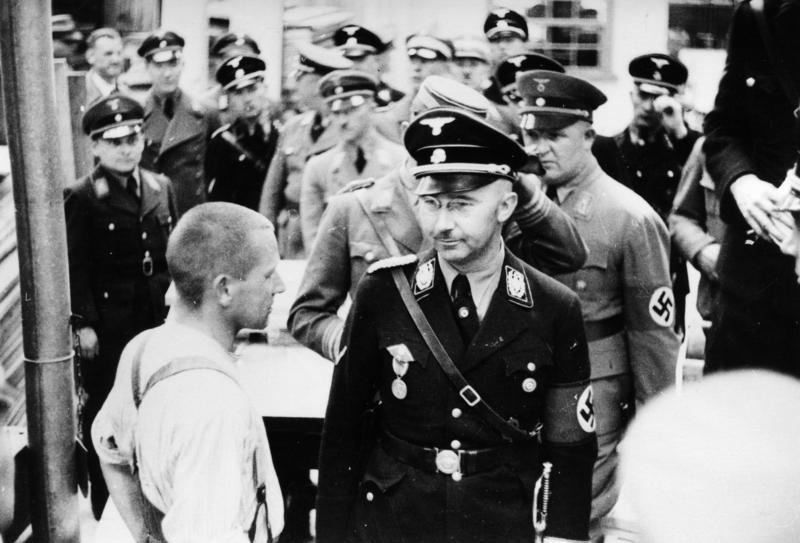
Гиммлер (на первом плане справа) во время посещения концлагеря Дахау. 1936

В марте 1933 года, менее чем через три месяца после прихода нацистов к власти, Гиммлер создал первый концентрационный лагерь под эгидой СС — Дахау. Гитлер заявил, что  не хочет, чтобы это была ещё одна тюрьма или лагерь для интернированных. В июне 1933 года комендантом был назначен Теодор Эйке, ярый нацист и в прошлом осуждённый преступник. Эйке разработал особую систему, которая впоследствии была внедрена в концлагерях по всей стране. Эта система предполагала изоляцию заключённых от внешнего мира, тщательно продуманные процедуры переклички и выдачи нарядов, строгий дисциплинарный регламент для охранников и применение силы — вплоть до смертной казни — против заключённых. Для узников и надзирателей была выпущена униформа, причём на воротниках последних (в правой петлице) вместо рун «зиг» размещалась эмблема «Мёртвая голова». По итогам 1934 года Гиммлер приобрёл контроль над лагерями. Их функционирование стало обеспечиваться отрядами СС с тем же названием — «Мёртвая голова». В дальнейшем Эйке сформировал на их основе войсковую дивизию СС «Мёртвая голова».
Первоначально в лагерях содержались политические противники нацистов. Позже узниками стали и другие нежелательные группы германского общества — преступники, бродяги, «извращенцы». Указом от декабря 1937 года Гитлер разрешил заключение в лагеря любого неугодного режиму человека. Тем самым санкционировались аресты евреев, цыган, коммунистов и лиц любой другой культурной, расовой, политической или религиозной принадлежности, которых национал-социалисты считали недочеловеками. Таким образом, концлагеря стали инструментом социальной и расовой инженерии. Осенью 1939 года с началом Второй мировой войны в шести  лагерях содержались около 27 тыс. заключённых, среди которых наблюдалась высокая смертность.
Впоследствии по инициативе Гиммлера в лагерях была создана система экспериментов над людьми с целью облегчить существование немецкого солдата на фронте для более скорейшего достижения им победы в войне. В ходе экспериментов изучалось воздействие на организм человека гипотермии, различных болезней, в частности малярии, а кроме того, велись работы по усовершенствованию старых и разработке уже существовавших методов лечения, в числе которых были переливание крови, введение витаминных смесей и прививок, гомеопатия. Также велись работы по созданию вакцин от гомосексуальности, а параллельно с целью умерщвления и полного уничтожения некоторых народов как таковых, проводились испытания стерилизации, эвтаназии и применения новых газов на расово неполноценных, с точки зрения нацистов, узниках концлагерей.

### Консолидация власти

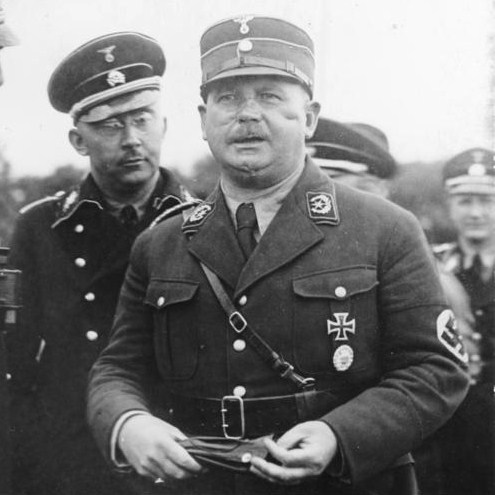
Гиммлер и Рём. Нюрнберг, 1933

В начале 1934 года Гитлер и другие партийные руководители были обеспокоены угрозой государственного переворота во главе с Рёмом. Начальник штаба СА придерживался социалистических и популистских взглядов и считал, что настоящая революция была впереди. Он считал, что СА, численность которых составляла около трёх миллионов человек, значительно превосходя армию, должны были стать единственной вооружённой организацией в стране, и что армию необходимо включить в состав СА. Рём убеждал Гитлера назначить его министром обороны вместо консервативного генерала Вернера фон Бломберга.
В 1933 году Геринг создал в Пруссии секретную полицию — Geheime Staatspolizei или гестапо и назначил её начальником Рудольфа Дильса. Однако достаточно быстро осознав, что Дильс не способен противопоставить мощь гестапо организации Рёма, 20 апреля 1934 года он передал контроль над секретной полицией Гиммлеру. В тот же день Гитлер назначил Гиммлера начальником всей германской полиции за пределами Пруссии. Это был радикальный отход от давней немецкой практики, согласно которой обеспечение правопорядка было делом земель. 22 апреля Гиммлер назначил начальником гестапо Гейдриха, который при этом сохранил руководство службой безопасности.
21 июня Гитлер принял решение об устранении Рёма и других руководителей СА. 29 июня он направил Геринга в Берлин, где тот должен был спланировать операцию вместе с Гиммлером и Гейдрихом. Гитлер взял на себя руководство мюнхенской частью операции. Арестовав Рёма, он дал ему выбор: самоубийство или расстрел. Когда Рём отказался покончить с собой, его застрелили два офицера СС. В период с 30 июня по 2 июля были убиты от 85 до 200 руководителей СА и других политических противников, включая Грегора Штрассера. Эти события вошли в историю под названием «Ночь длинных ножей». Нейтрализовав СА, СС достигли желаемой независимости и с 20 июля 1934 года подчинялись непосредственно Гитлеру. Звание Гиммлера — рейхсфюрер СС — стало высшим из возможных и по существу приравнивалось к званию фельдмаршала в армии. Штурмовые отряды отныне представляли собой учебно-спортивную организацию.

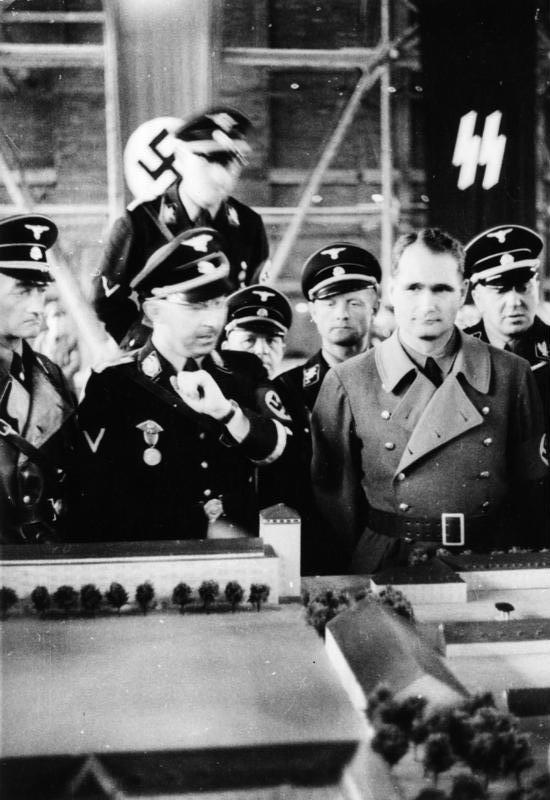
Гиммлер и Рудольф Гесс изучают макет концлагеря Дахау. 1936

15 сентября 1935 года Гитлер представил рейхстагу так называаемые Нюрнбергские расовые законы, которые запрещали браки между немцами-евреями и неевреями, а также исключали возможность найма еврейскими домохозяйствами нееврейских женщин моложе 45 лет. Кроме того, законы лишали «неарийцев» преимуществ немецкого гражданства. Эти нормативно-правовые акты стали одними из первых законов нацистской Германии, устанавливающих дискриминацию по расовому признаку.
Гиммлер и Гейдрих и далее стремились наращивать влияние СС. Они обратились к Гитлеру с предложением создать общенациональную полицию под надзором СС. Министр внутренних дел Фрик также выступал за создание национальной полиции с Куртом Далюге в качестве начальника, однако подконтрольной его министерству. Гитлер предпочёл отстраниться от дискуссии и предоставил руководителям СС самим вести переговоры с Фриком. В рамках этих переговоров они обладали существенным преимуществом: в числе их союзников был давний враг Фрика Геринг. Гейдрих составил пакет предложений, после чего Гиммлер отправил его на встречу с Фриком. Посоветовавшись с Гитлером, Фрик уступил, и 17 июня 1936 года Гитлер издал указ об объединении всех сил полиции на территории Германии, назначив Гиммлера начальником новой службы и статс-секретарем министерства внутренних дел. Если номинально глава полиции всё ещё подчинялся Фрику, то на практике силы правопорядка представляли собой дивизию СС и министерству не подчинялись. В частности, Гиммлер получил оперативный контроль над всеми уголовными службами Германии. Он также получил власть над всеми правоохранительными органами Германии, которые были объединены в новую полицию порядка (нем. Ordnungspolizei, Orpo), которая под руководством Далюге стала подразделения СС.
Вскоре после этого Гиммлер организовал уголовную полицию (нем. Kriminalpolizei, Kripo), включавшую все органы уголовного розыска в Германии. Затем уголовная полиция и гестапо были объединены в полицию безопасности (нем. Sicherheitspolizei, Sipo) под руководством Гейдриха. В сентябре 1939 года Гиммлер создал Главное управление имперской безопасности (нем. SS-Reichssicherheitshauptamt, RSHA), чтобы объединить под одной крышей государственную полицию безопасности (Sipo) и партийную службу безопасности (SD). У руля он снова поставил Гейдриха.

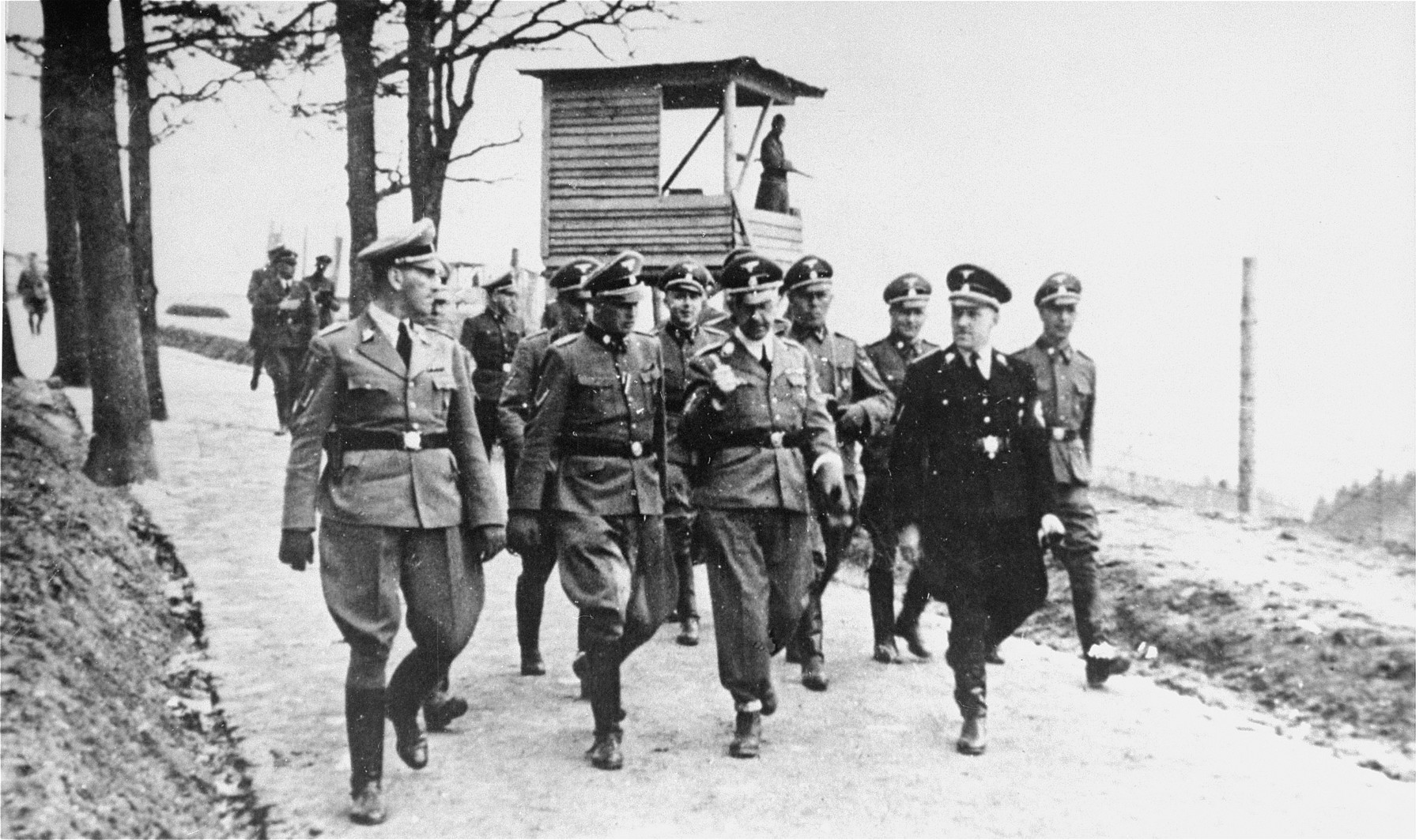
Гиммлер, Эрнст Кальтенбруннер и другие руководители СС посещают концлагерь Маутхаузен. 1941

Под руководством Гиммлера в СС было создано собственные военные подразделения — «Части усиления» (нем. Verfügungstruppe, SS-VT), которые позже легли в основу ваффен-СС, войскового крыла организации. Войска СС представляли собой полноценное военное формирование с развитыми системами командования и ведения операций. На заре существования организация располагала тремя полками, в ходе Второй мировой войны в её составе были образованы 38 дивизий — как чисто немецких, так и из народов покорённых стран. Войска СС действовали совместно с армией, но формально никогда не были её частью.
В дополнение к своим военным амбициям Гиммлер стремился и к созданию параллельной экономической системы в рамках СС. В 1940 году с этой целью Освальд Поль учредил холдинговую компанию «Немецкие хозяйственные предприятия». Действуя под эгидой Главного административно-хозяйственного управления СС, она владела жилищными корпорациями, фабриками и издательствами. Однако Поль быстро использовал служебное положение ради личной выгоды. Гиммлер, напротив, был щепетилен в делах и жил только на своё жалованье.
Ещё ранее, в середине 1930-х годов, Гиммлер перетянул на свою сторону группу влиятельных банкиров и предпринимателей, финансово поддерживавших НСДАП. Группа, первоначально известная как «круг друзей экономики» или «круг Кепплера», по имени Вильгельма Кепплера, позднее стала известна как «круг друзей рейхсфюрера СС». На эти деньги проводились, в частности, экспедиции и исследования СС.
В 1938 году в рамках подготовки к войне Гитлер разорвал союз с Китаем. Новым союзником Германии на Дальнем Востоке стала более развитая Япония. В том же году состоялся аншлюс Австрии и присоединение Судетской области в соответствии с Мюнхенским соглашением. Основными военными мотивами Гитлера было завоевание жизненного пространства на Востоке, который в представлении нацистов был заселён расово неполноценными народами. Вторая цель заключалась в уничтожении представителей этих народов — преимущественно евреев и цыган — на территории рейха. В 1933—1938 годах сотни тысяч немецких евреев эмигрировали в США, Палестину, Великобританию и другие страны. Некоторые из них приняли христианство.

### Вторая мировая война

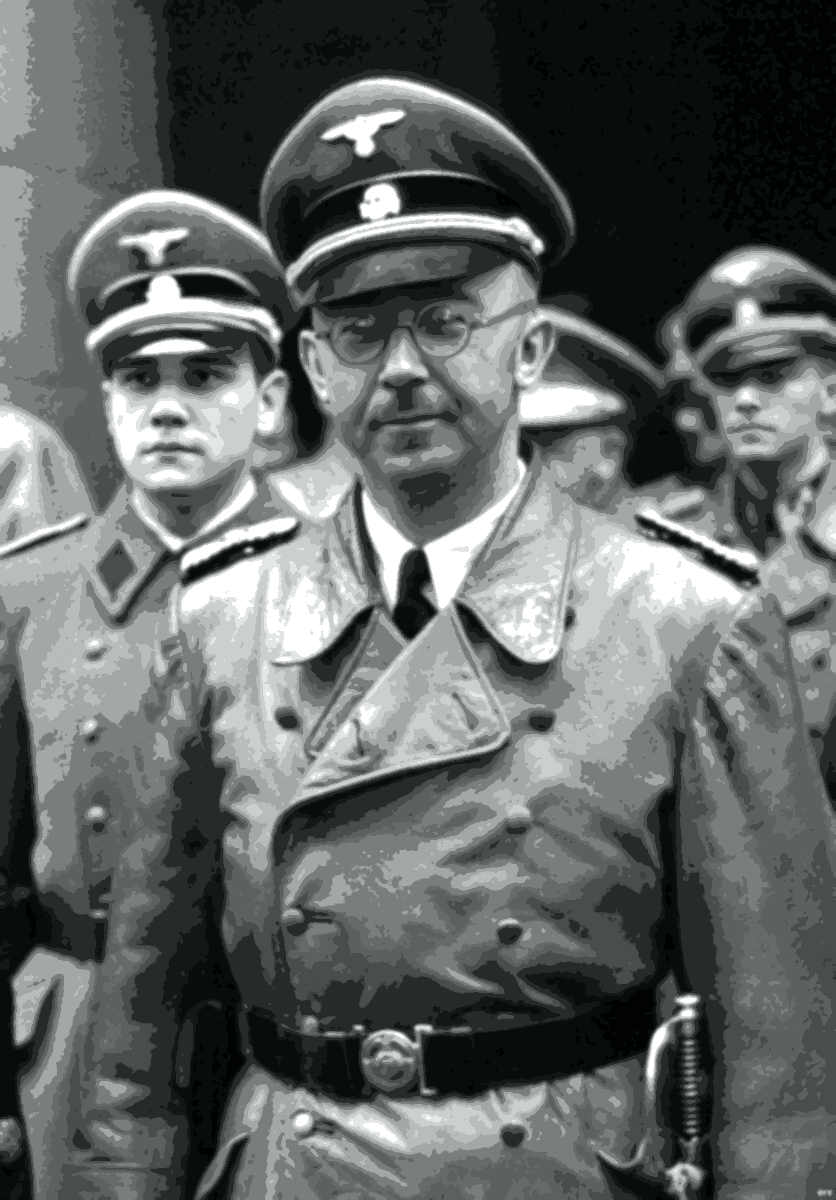
Рейхсфюрер СС Гиммлер. 1939

В 1939 году, когда Гитлеру понадобился предлог (casus belli) для нападения на Польшу, 
Гиммлер, Гейдрих и Мюллер разработали план операции под чужим флагом, которая получила кодовое название «Гиммлер». Немецкие солдаты, переодетые в польскую военную форму, спровоцировали ряд приграничных перестрелок, якобы служивших доказательством польской агрессии в отношении Германии. Эти инциденты были использованы национал-социалистической пропагандой для оправдания вторжения в Польшу. В начале войны Гитлер санкционировал убийство польских мирных жителей, в том числе евреев. Айнзацгруппы (оперативные группы СС) первоначально были сформированы Гейдрихом для обеспечения безопасности правительственных документов и учреждений на оккупированных территориях. Одобренный Гитлером приказ Гиммлера наделил айнзацгруппы функциями эскадронов смерти. Следуя за армией, они уничтожили в ходе Польской кампании около 65 тысяч гражданских лиц, прежде всего представителей интеллигенции. В этих убийствах принимали участие армейские части и полицейские батальоны. Кроме того, айнзацгруппы занимались поиском и заключением евреев в гетто и концентрационные лагеря.
Впоследствии Германия вторглась в Данию и Норвегию, Нидерланды и Францию и начала бомбить Великобританию в рамках подготовки к сухопутной операции «Морской лев». 21 июня 1941 года, за день до нападения на СССР, Гиммлер инициировал разработку генерального плана Ост, который был завершён к июлю 1942 года. Согласно этому плану, государства Прибалтики, Польша, Западная Украина и Белоруссия должны были перейти под контроль рейха и колонизированы 10 млн германских граждан. Текущее население — приблизительно 31 млн человек — планировалось оттеснить дальше на восток, довести до голодной смерти или использовать для принудительного труда. В итоге восточную границу рейха предполагалось отодвинуть на тысячу километров вглубь Восточной Европы. Гиммлер ожидал исполнения плана в течение 20—30 лет ценой 67 млрд рейхсмарок. Он открыто заявлял, что предстоящая война будет безжалостной и в совокупности с недостатком продовольствия унесёт жизни 20—30 млн славян и евреев.
Гиммлер объявил войну на востоке общеевропейским крестовым походом по защите традиционных ценностей от «безбожных большевистских орд». Постоянно соперничая с вермахтом за призывников, Гиммлер решил эту проблему путем создания ваффен-СС, состоявших из этнических немцев, проживавших на Балканах и в Восточной Европе. При этом важную роль играли также и рекруты из западных и северных стран, чью культуру нацисты причисляли к германскому ареалу: Нидерландов, Норвегии, Бельгии, Дании и Финляндии. В ваффен-СС также воевали выходцы из Испании и Италии. Число добровольцев с запада сильно варьировалось: если численность голландских новобранцев составляла около 25 тысяч, то из Швеции и Швейцарии было привлечено всего по 300 солдат. Среди восточных доноров лидировала Литва (50 тысяч), в то время как болгарских рекрутов насчитывалось лишь 600. После 1943 года большинство солдат из Восточной Европы были военнообязанными. Отряды ваффен-СС, укомплектованные жителями Восточной Европы, проявляли себя в бою значительно хуже.
В конце 1941 года Гитлер назначил Гейдриха и. о. рейхспротектора в недавно созданном протекторате Богемии и Моравии. Гейдрих немедленно начал классифицировать чехов по расовому признаку, депортировав многих из них в концлагеря. Члены нараставшего сопротивления жестоко преследовались, за что Гейдрих получил прозвище «Пражский мясник». Это назначение укрепило сотрудничество между Гейдрихом и Гиммлером. Глава СС гордился тем, что СС контролирует целое государство. Несмотря на прямой доступ к Гитлеру, Гейдрих оставался непоколебимо верен Гиммлеру.
Накануне вторжения в СССР Гитлер одобрил восстановление айнзацгрупп СС. В марте 1941 года он обратился к своим генералам, подробно изложив намерение разбить Советский Союз и уничтожить большевистскую элиту. Его специальная директива № 21 гласила: «в районе боевых действий сухопутных войск рейхсфюрер СС получает специальное задание, которое вытекает из идеи борьбы двух диаметрально противоположных политических систем. В рамках этого задания рейхсфюрер действует самостоятельно и на свою ответственность». Тем самым Гитлер намеревался предотвратить внутренние трения, как в ходе Польской кампании, когда некоторые генералы попытались привлечь командиров айнзацгрупп к ответственности за военные преступления.
Следуя за армией, айнзацгруппы истребляли на оккупированной территории Советского Союза евреев и других лиц, которых нацисты объявили нежелательными элементами. Гитлер получал регулярные доклады. За восемь месяцев войны против Советского Союза в немецких лагерях погибли 2,8 млн советских военнопленных. Наибольшее число жизней унесли голод, бесчеловечное и варварское обращение и казни. За годы войны жертвами концлагерей стали 3,3 миллиона советских военнопленных; большинство погибло от пуль надзирателей и в газовых камерах. К началу 1941 года по приказу Гиммлера было построено 10 концлагерей, в которых узников подвергали принудительному труду. Евреи со всей Германии и оккупированных территорий были депортированы в лагеря или помещены в гетто. В декабре 1941 года немецкие войска были отброшены от Москвы, что свидетельствовало о провале стратегии блицкрига. Гитлер и другие официальные лица рейха осознавали, что массовые депортации на восток уже невозможны. В результате вместо депортации многие евреи были обречены на смерть. Офицеры СС на местах, подвергавшиеся в течение долгого времени антисемитской пропаганде, принимали деятельное участие в убийствах.

#### Холокост
Расовая политика нацистов, в том числе представление о недоразвитых расах, подлежащих истреблению, восходит к ранним идеологемам партии. Гитлер описал расовую программу своей партии в книге «Моя борьба». В декабре 1941 года Германия объявила войну США — примерно тогда Гитлер решил, что еврейство Европы должно быть «искоренено». 20 января 1942 года Гейдрих организовал Ванзейскую конференцию, на которой были обсуждены планы окончательного решения еврейского вопроса. Гейдрих подробно описал, как трудоспособные евреи будут истреблены через труд, а нетрудоспособные — сразу же убиты. По его подсчётам, предполагалось уничтожить 11 млн человек. Ответственным за выполнение плана Гитлер назначил главу СС.
Искренне веривший в идеологию нацизма Гиммлер стал главным архитектором Холокоста. В 2020 году в архиве Министерства обороны РФ был обнаружен дневник Генриха Гиммлера за 1943—1945 годы. По словам историка Маттиаса Уля из Германского исторического института в Москве, опубликовавшего записи, документ показывает личное участие Гиммлера в массовых убийствах, активное продвижение им идей Холокоста. Гиммлер лично посещал лагеря смерти, гетто и возмущался недостаточными темпами проводимых казней.
В июне 1942 года Гейдрих был убит в Праге Йозефом Габчиком и Яном Кубишем, членами чехословацкой армии в изгнании, которых подготовило британское Управление специальных операций. Гиммлер провёл две панихиды в амплуа главного скорбящего, взял на себя заботу о двух маленьких сыновьях Гейдриха и произнес панегирик в Берлине. 9 июня Гитлер, посоветовавшись с Гиммлером и Карлом Германом Франком, санкционировал жестокие репрессии — возмездие за убийство Гейдриха. Более 13 тысяч человек были арестованы, деревня Лидице была сравнена с землёй. Всё мужчины-жители Лидице, а также взрослое население деревни Лежаки было убито. Расстрельные отряды лишили жизни по меньшей мере 1300 человек. Гиммлер взял на себя руководство РСХА и ускорил процесс уничтожения евреев в рамках операции «Рейнхард». По его приказу были созданы лагеря смерти Белжец, Собибор, Треблинка.
Первоначально жертв расстреливали или помещали в газовые автомобили. Вскоре нацисты поняли, что подобные методы не позволят им осуществить операцию столь крупного масштаба. В августе 1941 года Гиммлер наблюдал за расстрелом ста евреев в Минске. Испытав отвращение и потрясение, он был всерьёз обеспокоен воздействием массовых казней на психику подчинённых. Гиммлер решил искать новые методы умерщвления. По его приказу к началу 1942 года лагерь Аушвиц был значительно расширен, и в нём появились газовые камеры, в которых заключённых убивали посредством пестицида «Циклон Б». К концу войны нацистский режим убил по меньшей мере 5,5 млн евреев, однако большая часть оценок близка к 6 млн. В начале 1943 года Гиммлер посетил лагерь в Собиборе, где на тот момент было убито 250 тысяч человек. Став свидетелем отравления газом, он повысил по службе 28 членов СС и приказал свернуть работу лагеря. В октябре заключённые подняли мятеж, ликвидировав почти всех охранников и сотрудников СС. Несколько сотен заключённых сбежали, но около сотни были пойманы и убиты. Некоторые из беглецов присоединились к местным партизанским отрядам. В декабре лагерь был закрыт.

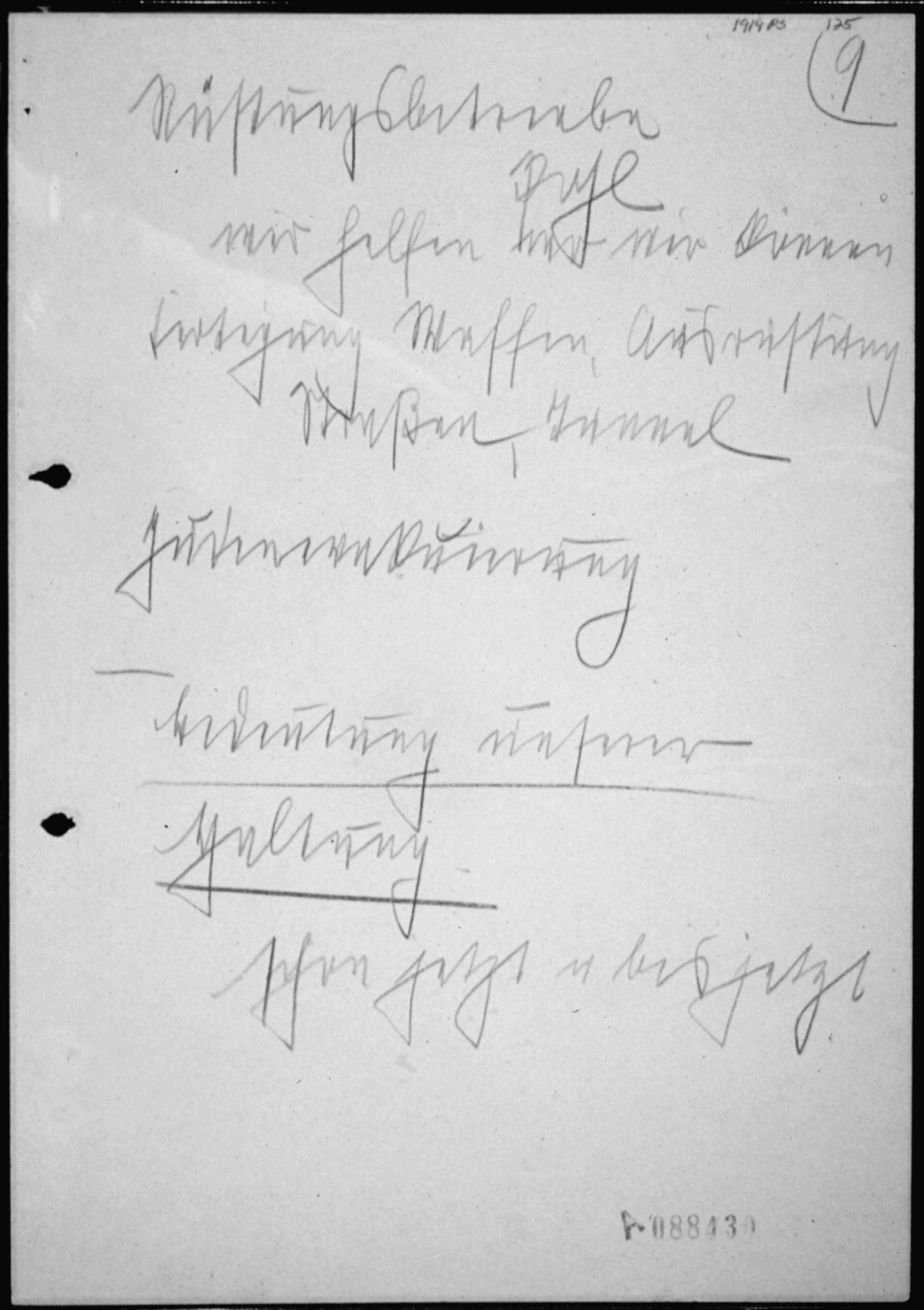
Заметки Гиммлера к Позенской речи

#### Позенская речь
4 октября 1943 года в Позене (ныне — Познань) состоялось секретное собрание руководителей СС, а 6 октября Гиммлер выступил с речью перед партийной элитой — гауляйтерами и рейхсляйтерами. В этой речи он напрямую сказал об «истреблении» еврейского народа:
Я хочу с предельной откровенностью обсудить с вами один тяжёлый вопрос. На этот раз мы будем говорить об этом друг с другом открыто, но никогда не признаемся в этом публично. Подобно тому, как 30 июня 1934 года мы, не мешкая, исполнили свой долг, поставили к стенке и расстреляли оступившихся товарищей и после того не разговаривали, не обсуждали случившееся и не будем делать это в будущем — это, слава Богу, наше природное, естественное чувство такта — не беседовать никогда об этом между собой. Тогдашняя операция потрясла каждого из нас, но вместе с тем каждому было ясно, что он сделает это снова, если ему это будет приказано в следующий раз.
В данном случае я имею в виду выдворение евреев, уничтожение еврейского народа. Легко сказать: «Еврейский народ будет уничтожен», — так говорит каждый член партии, — это ясно написано в нашей теории: ликвидация евреев, уничтожение их — и мы это исполним. Но вдруг они все приходят, восемьдесят миллионов честных немцев, и у каждого свой порядочный еврей. Разумеется, все остальные свиньи, но его еврей — отличный. Из всех говорящих это, ни один не видел собственными глазами и не пережил, в отличие от большинства из вас, что такое сто лежащих рядом трупов, или пятьсот, или тысяча. Выдержать это и, за исключением отдельных случаев человеческой слабости, остаться порядочным — вот что нас закалило. Это прекрасная страница нашей истории, которая никогда не была написана и никогда не будет написана. Мы-то знаем, насколько наше положение было бы труднее, если бы теперь, во время бомбёжек, трудностей и лишений войны, у нас в каждом городе жили бы евреи, занимающиеся тайным снабжением, пропагандой и клеветой. Наверное, мы бы достигли стадии 1916—1917 годов, когда евреи ещё обитали на теле немецкой нации.
Поскольку союзники дали понять, что собираются возбудить уголовные дела за военные преступления Германии, Гитлер попытался добиться лояльности и молчания своих подчиненных, сделав их всех участниками продолжающегося геноцида. Санкционированное им выступление Гиммлера служило своего рода гарантией, что все партийные руководители были соучастниками преступлений и не могли позже отрицать свою осведомленность об убийствах.

#### Германизация
В качестве имперского комиссара по вопросам консолидации германского народа Гиммлер принимал деятельное участие в программе германизации восточных оккупированных территорий, в особенности Польши. Профильное ведомство «Фольксдойче Миттельштелле» (нем. Volksdeutsche Mittelstelle, VoMi) было включено в состав СС, а затем наделено статусом главного управления. Согласно Генеральному плану Ост, освобождённое в Восточной Европе жизненное пространство предназначалось для заселения фольксдойче, то есть этническими немцами. Гиммлер продолжал заниматься колонизацией, невзирая на нежелание немцев переезжать и проблемы, которые переезд создавал для фронта.
Первым проектом Гиммлера в области классификации людей немецкой крови стал фолькслист — документ, выдававшийся натурализованным гражданам рейха как паспорт и свидетельство «чистоты происхождения». Документ предполагал классификацию по четырём категориям:
- Volksdeutsche: лица немецкой национальности, ещё до войны показывавшие принадлежность к немецкому народу.
- Deutschstämmige: лица немецкого происхождения, говорящие на немецком языке и воспитанные в немецкой культуре.
- Eingedeutschte: ассимилированное местное население немецкого происхождения.
- Rückgedeutschte: ассимилированные лица немецкого происхождения, активно сотрудничавшие с местными властями, но пригодные для германизации.

Всякого, кто отказывался причислять себя к немецкому этносу, Гиммлер приказал отправлять в концлагерь, изымать детей или принуждать к труду. Он верил, что для истинных немцев характерна непокорность, поэтому сопротивлявшихся германизации прибалтов и славян считал превосходными по отношению к более уступчивым жителям. Гиммлер заявил, что ни одна капля немецкой крови не будет потеряна или смешана с «чужеродной».
Нацисты намеревались искоренить польскую интеллигенцию как класс и ограничить право жителей Генерал-губернаторства на образование (не более четырёх лет). «Очищенные» от иноземных примесей немцы должны были стать «расой господ» — «нордических арийцев». Агроном Гиммлер был знаком с принципами искусственного отбора, которые он предлагал распространить и на людей. Он верил, что евгеника поможет полностью преобразовать облик немцев за несколько послевоенных десятилетий.
В планы нацистов входило и похищение детей из Восточной Европы. Гиммлер настаивал:
Очевидно, что в таком смешении народов всегда найдутся хорошие расовые типы. Поэтому я считаю нашим долгом забирать их детей с собой, изъять из их среды обитания, в случае необходимости прибегая к ограблению или похищению. Мы либо завладеем хорошей кровью, чтобы использовать её для себя, смешав с кровью нашего народа... либо уничтожим эту кровь.
«Расово ценные» дети изолировались от польской культуры и воспитывались как немцы с немецкими именами. «Мы верим прежде всего в нашу собственную кровь, которая превратностью германской истории оказалась в жилах иностранцев. Мы убеждены, что наша собственная философия и идеалы отразятся в духе этих детей, которые в расовом отношении принадлежат нам», — говорил рейхсфюрер СС. Детей должны были усыновить и удочерить немецкие семьи. Дети, которые прошли проверку, но позже были отклонены, размещались в детском лагере в лодзинском гетто, где многие из них умерли.
К январю 1943 года Гиммлер объявил о переселении 629 тысяч этнических немцев. Однако большинство из них проживали не на предусмотренных небольших фермах, а во временных лагерях или в городских кварталах. Полмиллиона жителей на оккупированной польской территории, а также жителей Словении, Эльзаса, Лотарингии и Люксембурга были депортированы в Генерал-губернаторство или отправлены в Германию в качестве рабов. Инструкции Гиммлера предостерегали немцев от контакта с иностранными рабочими, которые в его глазах представляли опасность для немецкого генофонда. В соответствии с нацистскими расовыми законами сексуальная связь между немцами и иностранцами запрещалась и классифицировалась как «осквернение расы».

#### Мистицизм и символизм

Стилизованные молнии на эмблеме СС были вдохновлены рунами Гвидо фон Листа

Гиммлер с ранних лет проявлял интерес к мистике и оккультизму. Связав этот интерес с философией расизма, он пытался найти обоснование расового превосходства «арийцев» и нордических народов. Гиммлер пропагандировал, особенно в СС, культ предков как способ сохранить «чистоту» расы и обеспечить бессмертие нации. Рассматривая СС  как орден по образцу тевтонцев, в 1939 году он приказал занять церковь Тевтонского ордена в Вене. Гиммлер начал процесс вытеснения христианства новым моральным кодексом, отвергавшим гуманизм и традиционный брак. В 1935 году он основал исследовательское общество Аненербе, сотрудники которого искали по всему миру доказательства превосходства и древнего происхождения германской расы.
Все знаки отличия и униформа в Третьем рейхе – прежде всего в СС – были пропитаны символизмом. Рунический символ СС в виде стилизованных молний был ввёден в 1932 году. Руны были заимствованы из арманенского алфавита, созданного в 1906 году Гвидо фон Листом. Эта древняя руна изначально называлась «Совило» и символизировала солнце, однако в иконографии Листа она именовалась «Зиг» («победа»). Чтобы подчеркнуть элитарный статус и центральную роль своей организации, Гиммлер изменил многие традиционные обряды. Церемония принятия в СС должна была заменить крещение в церкви. Изменению подверглась и церемония бракосочетания. В дополнение к христианским похоронам проводилась особая церемония СС. Под эгидой СС проходили праздники в дни летнего и зимнего солнцестояния. Символ «Мёртвая голова», который использовался германскими войсками на протяжении столетия, был выбран для СС Юлиусом Шреком. Особое значение Гиммлер придавал кольцам с изображением черепа и костей. Их нельзя было продать, а после смерти владельца следовало вернуть лично ему. «Мёртвая голова» символизировала для него солидарность и преданность делу вплоть до смерти.
Гиммлер считал, что СС должна быть в авангарде борьбы с христианством. В свете предстоящего столкновения «человека и недочеловека» следовало воскресить «истинно германский» образ жизни — так он формулировал одну из ключевых задач организации. Его биограф Петер Лонгерих писал, что антихристианская миссия СС была присуща ей и только ей, ведь остальные нацисты фокусировали агрессию на евреях и коммунистах. Гиммлер категорически отвергал христианские принципы милосердия и сексуальной морали, видя в них препятствия в битве с «недочеловеком».

#### Отношения с Гитлером

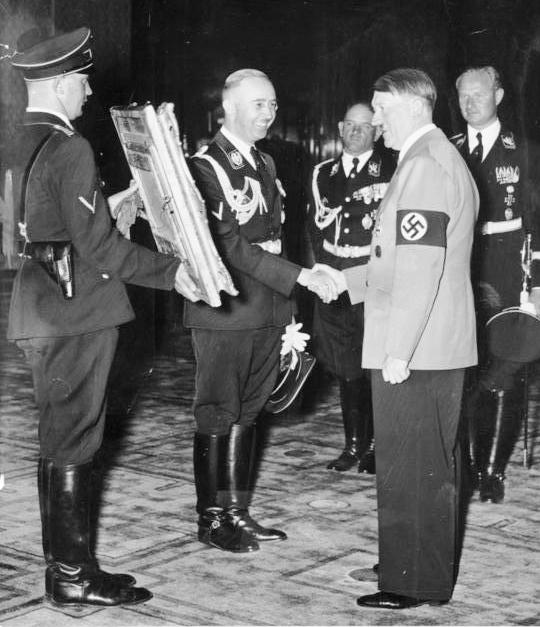
Гиммлер поздравляет Гитлера с 50-летием. 20 апреля 1939

Имея второе по весу слово в СС, а затем будучи рейхсфюрером организации, Гиммлер находился в постоянном контакте с Гитлером для обеспечения его охраны. В годы, предшествовавшие приходу национал-социалистов к власти, Гиммлер не принимал участия в выработке политического курса НСДАП. С конца 1930-х годов СС вышла из-под контроля государственных органов и ведомств и подчинялась только Гитлеру.
Избранный Гитлером стиль управления был довольно специфичен, он отдавал противоречивые приказы и делал назначения, приводившие к конфликту полномочий. Он поощрял атмосферу недоверия, конкуренцию и даже внутреннюю борьбу в партии и государстве, ведь это позволяло ему укрепить собственную власть. После 1938 года его правительство ни разу не собиралось в полном составе, и он предостерегал министров от встреч в частном порядке. Он, как правило, не издавал письменных приказов, предпочитая устные распоряжения, отдаваемые в ходе личных встреч или по телефону. Иногда приказы передавал Мартин Борман, ставший в 1941 году начальником канцелярии НСДАП. Пользуясь положением, Борман контролировал информационные потоки и доступ к первому лицу, нажив себе многих врагов, среди которых был и Гиммлер.
Гитлер пропагандировал и практиковал «принцип фюрера». Принцип заключался в беспрекословном подчинении начальству. Гитлер рассматривал структуру государственного управления как пирамиду, на вершине которой находился он сам — непогрешимый лидер. Следуя этому принципу, Гиммлер раболепствовал перед Гитлером и демонстрировал безусловное послушание. При этом он, как и некоторые другие высокопоставленные чиновники, надеялся когда-нибудь стать преемником фюрера. Одним из самых опасных соперников он считал Альберта Шпеера. Он даже предложил Шпееру звание оберстгруппенфюрера СС, однако тот отказался, не желая находиться в долгу и делиться своей компетенцией в производстве вооружения и боеприпасов.
Гитлер считал мистические и псевдорелигиозные увлечения Гиммлера нонсенсом. Гиммлер не был вхож во внутренний круг фюрера, они не были близки и достаточно редко виделись в неофициальной обстановке. Практически все неформальные контакты Гиммлера сводились к общению с другими членами СС. Безоговорочная преданность и стремление угодить Гитлеру снискали ему прозвище «верный Генрих». Однако в последние дни войны Гиммлер покинул своего начальника, не желая разделить с ним смерть в Берлине.

### Заговор 20 июля
20 июля 1944 года группа немецких офицеров во главе с Клаусом фон Штауффенбергом совершила неудавшееся покушение на жизнь Гитлера. На следующий день Гиммлер образовал специальную комиссию, по распоряжению которой были арестованы 5 тысяч оппонентов режима — известных и подозреваемых. Гитлер потребовал проведения жёстких репрессий, итогом которых стала казнь около 200 человек. Не раскрыв план заговора, Гиммлер пребывал в замешательстве, однако события 20 июля в конечном счёте укрепили его влияние.
Командующий армией резерва генерал Фридрих Фромм был непосредственным начальником Штауффенберга и знал о планах заговора. По решению Гитлера его обязанности перешли Гиммлеру, а поскольку численность резерва составляла 2 млн человек, тот решил использовать резервистов для заполнения вакантных постов в ваффен-СС. Одновременно начальник Главного оперативного управления СС Ганс Юттнер стал заместителем Гиммлера; другие руководители СС были назначены на ключевые посты резервной армии. К ноябрю 1944 года Гиммлер объединил кадровые бюро резервной армии и ваффен-СС и добился повышения квот на призыв в ряды СС.
Гитлер назначил Гиммлера министром внутренних дел и генеральным уполномоченным по имперской администрации (нем. Generalbevollmächtigter für die Verwaltung). В августе 1944 года Гитлер поручил ему реорганизовать ваффен-СС, армию и полицейские службы. Вместе с должностью командующего армией резерва в ведение Гиммлера перешли вопросы содержания военнопленных. В итоге до января 1945 года он руководил пенитенциарной службой вермахта и курировал разработку вооружений .

### Командующий группой армий

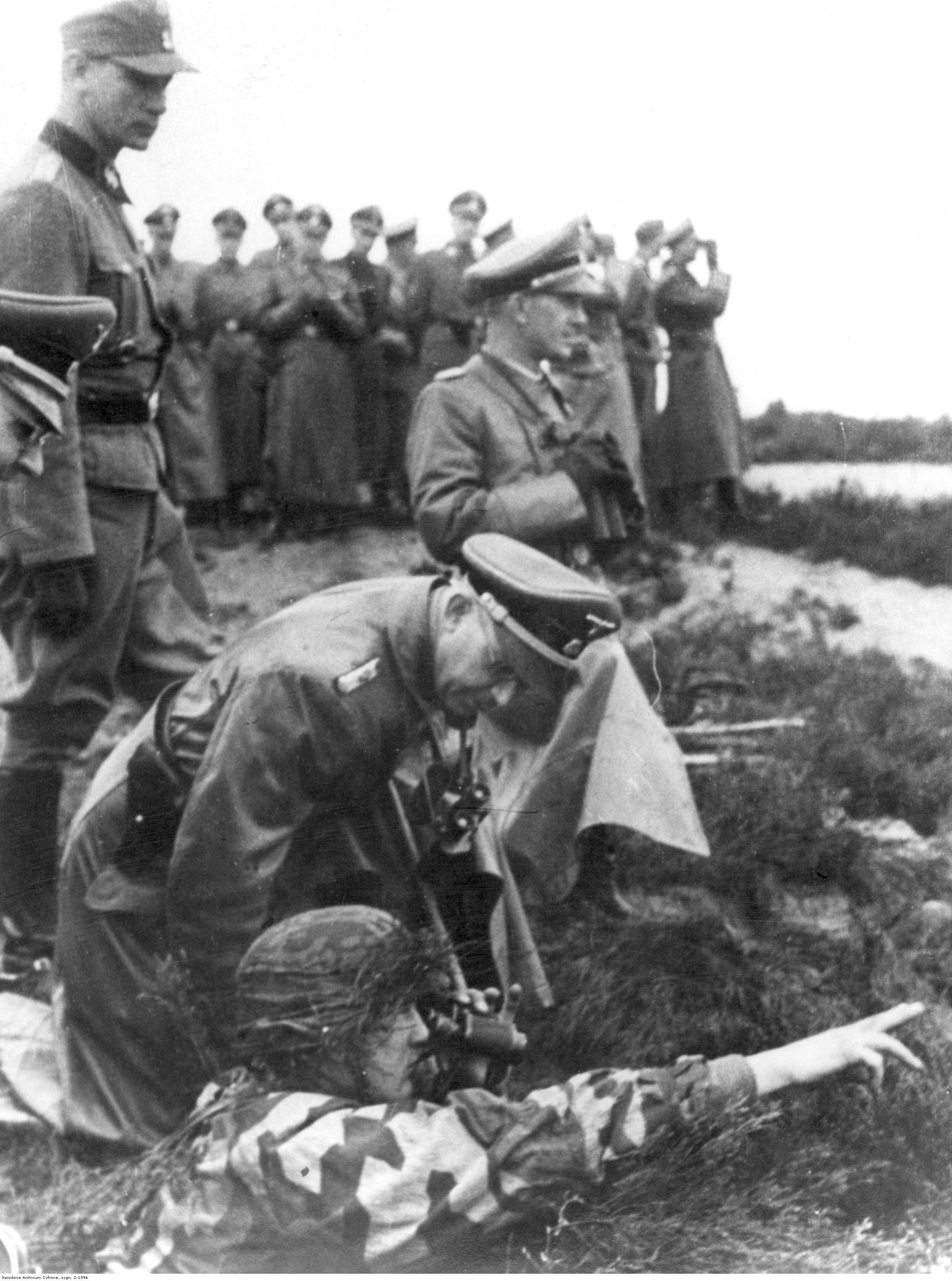
Гиммлер в 14-й добровольческой пехотной дивизии СС «Галиция». Между 1943—1944

6 июня 1944 года началась Нормандская операция — высадка союзных войск в северной Франции. Ответным шагом стало формирование группы армий «Верхний Рейн». Группа должна была сдержать продвижение 7-й армии США (командующий — генерал Александер Патч) и французской 1-й армии (командующий — Жан де Латр де Тассиньи), которые перемещались вдоль западного берега Рейна в Эльзасе. В конце 1944 года Гитлер назначил Гиммлера командующим группой армий «Верхний Рейн».
17 октября 1944 года Гитлер приказал своему новому военачальнику организовать отряды фольксштурма. Всё мужское население в возрасте от 16 до 60 лет подлежало призыву в ополчение. Идее воспротивился министр вооружения Альберт Шпеер, так как призыв квалифицированных рабочих подрывал работу всей отрасли. Гитлер был уверен, что мобилизация даст фронту 6 млн солдат и «разожжёт народную войну против захватчика». Эти надежды были слишком оптимистичными. В октябре 1944 года ополчение пополнялось юношами от 14 лет. Ввиду колоссальной нехватки вооружений и боеприпасов и недостатка боевых навыков отряды фольксштурма были крайне неэффективны. В последние месяцы войны погибли примерно 175 тысяч ополченцев.
1 января 1945 года военное командование рейха начало операцию «Северный ветер». Целью операции был прорыв американо-французских линий обороны и поддержка на юге Арденнской операции — последнего крупного наступления немцев. Первые успехи остались за немцами, но американские войска прервали наступление. 25 января операция «Северный ветер» была официально свёрнута.
25 января Гитлер назначил лишённого военного опыта Гиммлера командующим наспех сформированной группой армий «Висла», чтобы остановить наступление Красной армии на Померанию в рамках Висло-Одерской операции. Генерал-инспектор бронетанковых войск Хайнц Гудериан счёл это назначение «идиотизмом». Гудериан ожидал, что Гиммлер прибегнет ко всей доступной ему помощи, поэтому назначил генерала Вальтера Венка — опытного штабного офицера — начальником своего штаба. Гиммлер основал свой командный пункт в Шнайдемюле, а штаб-квартирой ему служил спецпоезд «Штайермарк». Поезд был оборудован всего одной телефонной линией, карты были неточны, отсутствовали радиостанции, с помощью которых можно было бы поддерживать связь и передавать приказы. Гиммлер редко покидал поезд, работал не более четырёх часов в сутки, требовал ежедневного массажа перед началом работы и долго спал после обеда.
16 февраля 1945 года началась операция «Солнцестояние», атака северного фланга 1-го Белорусского фронта маршала Жукова в Померании. Далеко продвинуться Гиммлеру не удалось, ему противостояли 61-я армия Павла Белова и 2-я гвардейская танковая армия Семёна Богданова. Жуков направил им в помощь две танковые армии. Через пять дней красноармейцы вышли к балтийскому берегу, не позволив попавшим в ловушку немцам спастись морем. Гиммлер был не в состоянии разработать какой-либо жизнеспособный план для достижения своих целей. Под давлением Гитлера в связи с ухудшением военной ситуации он утратил самообладание и не смог дать тому внятный отчёт.
Гитлер не хотел признавать кадровую ошибку. Сильно поспорив с Гудерианом, настаивавшим на отстранении Гиммлера от командования «Вислой», Гитлер направил в его спецпоезд Венка, которому предназначалось принять командование контрнаступлением. Гитлер затем осознал, что реализация замысла Гудериана — двойная «клешневая» атака Красной армии из прилегающих провинций — невозможна ввиду ограниченной мобильности немецких войск. Когда контратака провалилась, Гитлер возложил на Гиммлера личную ответственность за неудачу и обвинил его в невыполнении приказов. 20 марта Гиммлер был освобождён от должности, новым командующим «Вислы» стал генерал Готхард Хейнрици. Гиммлер, с 18 февраля находившийся под наблюдением врача, лёг в хохенлихенский санаторий. 29 марта Гитлер отправил Гудериана в принудительный отпуск по состоянию здоровья, передав его должность начальника штаба Гансу Кребсу. Провал Гиммлера и последовавшая реакция фюрера серьёзно подорвали их отношения. Круг людей, которым Гитлер мог доверять, стремительно сужался.

### Мирные переговоры
К началу 1945 года германская военная машина находилась в плачевном состоянии. Отношения Гиммлера с Гитлером резко ухудшились. Рейхсфюрер СС рассматривал возможность  проведения мирных переговоров с западными странами. Посредником выступил его массажист Феликс Керстен, переехавший в Швецию. Противоположную сторону представлял граф Фольке Бернадот, глава шведского Красного Креста. Гиммлер и Бернадот вступили в переписку. После этого Вальтер Шелленберг из РСХА организовал их личные встречи.
В марте 1945 года Гиммлер издал директиву, согласно которой евреи, работавшие на строительстве укреплений Юго-восточной стены на австро-венгерской границе, отправлялись  в Маутхаузен. Ему нужны были заложники для потенциальных мирных переговоров. Тысячи людей погибли на маршах.
Последний разговор Гиммлера и Гитлера состоялся 20 апреля в Берлине, в день рождения фюрера. Тогда Гиммлер поклялся ему в непоколебимой верности. На военном совещании Гитлер объявил, что не покинет столицу. После совещания Гиммлер и Геринг спешно покинули Берлин. 21 апреля Гиммлер встретился с Норбертом Мазуром, шведским представителем Всемирного еврейского конгресса, чтобы обсудить вопросы освобождения узников концентрационных лагерей. Итогом переговоров стало освобождение 20 тысяч заключённых. Гиммлер уверял Мазура, что лагерные крематории потребовалось соорудить из-за эпидемии тифа. Выживаемость в Аушвице и Берген-Бельзене была, по его словам, достаточно высокой — как выяснилось после освобождения этих лагерей, Гиммлер лгал.
Два дня спустя Гиммлер посетил шведское консульство в Любеке, где его ждал Бернадот. Представившись временным руководителем Германии, он заявил собеседнику, что через несколько дней Гитлер будет мёртв. Надеясь, что британцы и американцы вместе с остатками вермахта начнут войну против СССР, он попросил передать Дуайту Эйзенхауэру, что Германия желает сдаться западным союзникам. Бернадот попросил Гиммлера изложить это предложение в письменной форме.
Однако несколькими часами ранее Геринг направил Гитлеру телеграмму, в которой просил разрешения возглавить рейх. Подстрекаемый Мартином Борманом, Гитлер воспринял это как требование подать в отставку или объявление государственного переворота. 27 апреля Герман Фегелейн, представитель Гиммлера в ставке Гитлера, был задержан в штатском при попытке дезертировать и возвращён в фюрербункер. Вечером 28 апреля BBC передала репортаж агентства «Рейтер» о попытке Гиммлера договориться с западными союзниками. Гитлер, долгие годы веривший в непреклонную верность «преданного Генриха» (нем. der treue Heinrich), уступавшего в лояльности только Геббельсу, пришёл в ярость. Тем, кто всё ещё находился рядом с ним, он объявил о величайшем в его жизни предательстве и приказал арестовать изменника. Фегелейн предстал перед трибуналом и был расстрелян.
К этому времени советские войска уже достигли Потсдамской площади, всего в 300 метрах от рейхсканцелярии, и готовились к её штурму. Предательство Гиммлера побудило Гитлера написать политическое завещание. В завещании, составленном 29 апреля, за день до самоубийства, он объявил Гиммлера и Геринга предателями. Гиммлер был снят со всех партийных и государственных должностей и исключён из партии.
Своим преемником Гитлер назначил гроссадмирала Карла Дёница. Гиммлер встречался с Дёницем во Фленсбурге и предлагал себя в качестве заместителя. Убеждая включить его в состав временного правительства, он ссылался на мощь СС, необходимую для установления порядка в послевоенной Германии. Дёниц неоднократно отказывал Гиммлеру и инициировал мирные переговоры с антигитлеровской коалицией. 6 мая, за два дня до подписания акта о капитуляции, Дёниц официально уволил Гиммлера со всех постов.

### Поимка и самоубийство

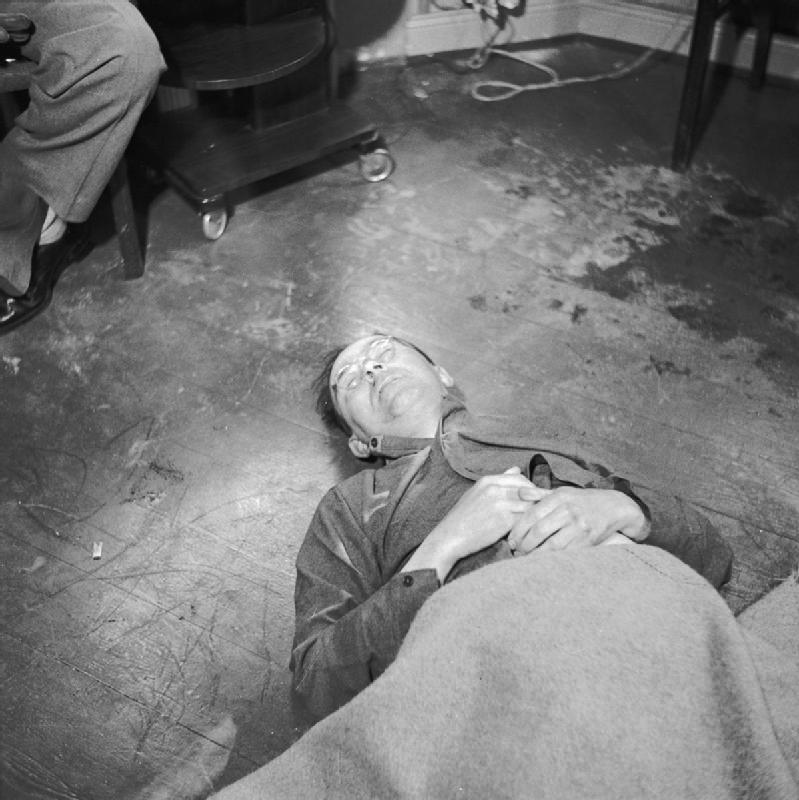
Тело Гиммлера после отравления цианидом 23 мая 1945

Отвергнутый бывшими соратниками и преследуемый антигитлеровской коалицией Гиммлер попытался бежать. 5 мая он распустил свой штаб, выступив напоследок с прощальной речью, в которой призвал офицеров «раствориться в вермахте» и «ждать своего часа». Не успев тщательно подготовиться, он имел при себе расчётную книжку на имя унтер-фельдфебеля Генриха Хицингера. 11 мая Гиммлер в сопровождении небольшой группы соратников на четырёх автомашинах покинул Фленсбург и направился на юг в направлении Фридрихскога, не определив конечного пункта. Далее группа двинулась в Нойхаус, после чего рассредоточилась. 21 мая примерно в 19 часов 30 минут Гиммлер и двое остававшихся с ним помощников (друг детства врач Карл Гебхардт и личный секретарь Рудольф Брандт) были задержаны в британской зоне оккупации Германии на окраине селения Майнштедт патрулём, организованным бывшими советскими военнопленными. Гиммлера задержали 29-летний В. И. Губарев и 25-летний И. Е. Сидоров, причём при задержании немцы пытались скрыться, и Губарев произвёл из винтовки предупредительный выстрел в воздух. Сначала их всех разместили в караульном помещении сборно-пересыльного пункта граждан СССР № 619 в местечке Зеедорф, а на следующий день передали английским властям, которые отправили задержанных в город Бремерфёрде. Вечером 23 мая Гиммлера доставили в следственный лагерь для гражданских лиц № 031 под Люнебургом.
Допрос Гиммлера проводил дежурный офицер капитан Томас Селвестер. Процедура проходила в рутинном порядке, однако Гиммлер назвал своё настоящее имя, после чего был обыскан. Его доставили в штаб 2-й британской армии в Люнебурге. Во время медицинского осмотра врач Уэллс попытался заглянуть Гиммлеру в рот, но тот отказывался открыть его, всякий раз отдёргивая голову. Он раскусил спрятанную во рту капсулу с цианидом и рухнул на пол. Через 15 минут был установлен факт смерти. Тело было захоронено в неотмеченной на планах могиле неподалёку от города. Местонахождение могилы неизвестно до сих пор.

## Личная жизнь
Гиммлер познакомился со своей будущей женой Маргарет фон Боден в 1927 году. Она была старше его на семь лет, работала медсестрой и владела долей в небольшой частной клинике. Молодых людей объединял интерес к фитотерапии и гомеопатии. В июле 1928 года они поженились, а 8 августа 1929 года у них родилась единственная дочь Гудрун. Супруги также усыновили Герхарда фон дер Аэ (нем. Gerhard von der Ahé; 1928—2010), сына офицера СС, погибшего до войны. Продав свою долю в клинике, Маргарет купила участок земли в Вальдтрудеринге близ Мюнхена, где построили сборный дом. Гиммлер крайне редко бывал дома, занимаясь делами партии, поэтому домашнее хозяйство легло на плечи Маргарет. Она безуспешно пыталась выращивать скот на продажу. У них была собака Тёле (нем. Töhle).
После прихода национал-социалистов к власти Гиммлеры переехали на Мёльштрассе в Мюнхене, а в 1934 году купили дом у озера Тегернзе. Позже Гиммлер бесплатно получил большой дом в берлинском пригороде Далем в качестве официальной резиденции. Супруги практически не виделись, так как Гиммлер был целиком поглощён работой, их отношения были натянутыми. Пара объединялась лишь для выполнения социальных функций, часто бывая в доме Гейдриха. Маргарет считала своим долгом пригласить жен высокопоставленных членов СС на послеполуденные кофе и чай по средам после обеда.
|                          |                             |                                           |
| Маргарет фон Боден. 1918 | Хедвиг Поттхаст. Около 1933 | Гиммлер с женой Маргарет и дочерью Гудрун |

С 1936 года у Гиммлера служила молодая секретарша Хедвиг Поттхаст, которая к 1939 году стала его любовницей. Два года спустя она ушла с работы, и Гиммлер предоставил ей жильё — сначала в Мекленбурге, затем — в Берхтесгадене. Она родила ему двоих детей — сына Хельге (род. 15 февраля 1942 года) и дочь Нанетту Доротею (род. 20 июля 1944 года в Берхтесгадене). Примерно в 1941 году Маргарет, жившая тогда с дочерью в Гмунде, узнала о романе мужа. К этому времени супруги уже жили раздельно, но Маргарет решила сохранить брак ради дочери. В годы войны она работала медсестрой в Германском Красном Кресте и была назначена инспектором 3-го военного округа (Берлин-Бранденбург). Гиммлер поддерживал тесную связь с Гудрун, которую ласково называл «Пюппи» («куколка»). Он звонил дочери раз в несколько дней и приезжал к ней при любой возможности.
В дневнике Маргарет записано, что их приёмный сын Герхард покинул берлинское национал-политическое учебное заведение из-за плохих результатов на экзаменах. В 16 лет он вступил в СС в Брно и воевал на Восточном фронте. В 1945 году он попал в советский плен, а в 1955 году вернулся в Германию. После войны работал журналистом в Любеке — в газете Lübecker Nachrichten. Утверждается, что детей в его семье не было. По другим источникам (газета «Die Welt», 1.02.2014), у Герхарда и его жены Аннеми родился сын. Герхард фон дер Аэ никогда не носил фамилию Гиммлер и о своей связи с семьей главы СС не упоминал.

Хедвиг и Маргарет остались верны Гиммлеру. В феврале 1945 года Маргарет писала Герхарду: 
«Как чудесно, что ему поручены такие великие дела, и что он с ними справляется. Вся Германия смотрит на него».
 Хедвиг выразила такие же настроения в своём январском письме Гиммлеру. Маргарет и Гудрун покинули Гмунд, когда в этот район вошли англо-американские войска. Американские военные арестовали их в итальянском Больцано. Жена и дочь Гиммлера прошли через несколько лагерей для интернированных в Италии, Франции и Германии. Они были доставлены в Нюрнберг для дачи показаний, и в ноябре 1946 года наконец отпущены. Гудрун смогла оправиться от пережитого (в том числе от предполагаемого плохого обращения с ней) и осталась преданной памяти отца. В 1961—1963 годах она работала секретарём в штаб-квартире Федеральной разведывательной службы Германии в пригороде Мюнхена. Гудрун Бурвиц умерла в мае 2018 года в Мюнхене в возрасте 88 лет. Она до конца оставалась сторонницей крайне правых идей и взглядов и была видным членом организации «Тихая помощь», которая оказывала юридическую и финансовую поддержку бывшим членам СС. Известно также, что она посещала различные неонацистские собрания и мероприятия.

## Оценки личности

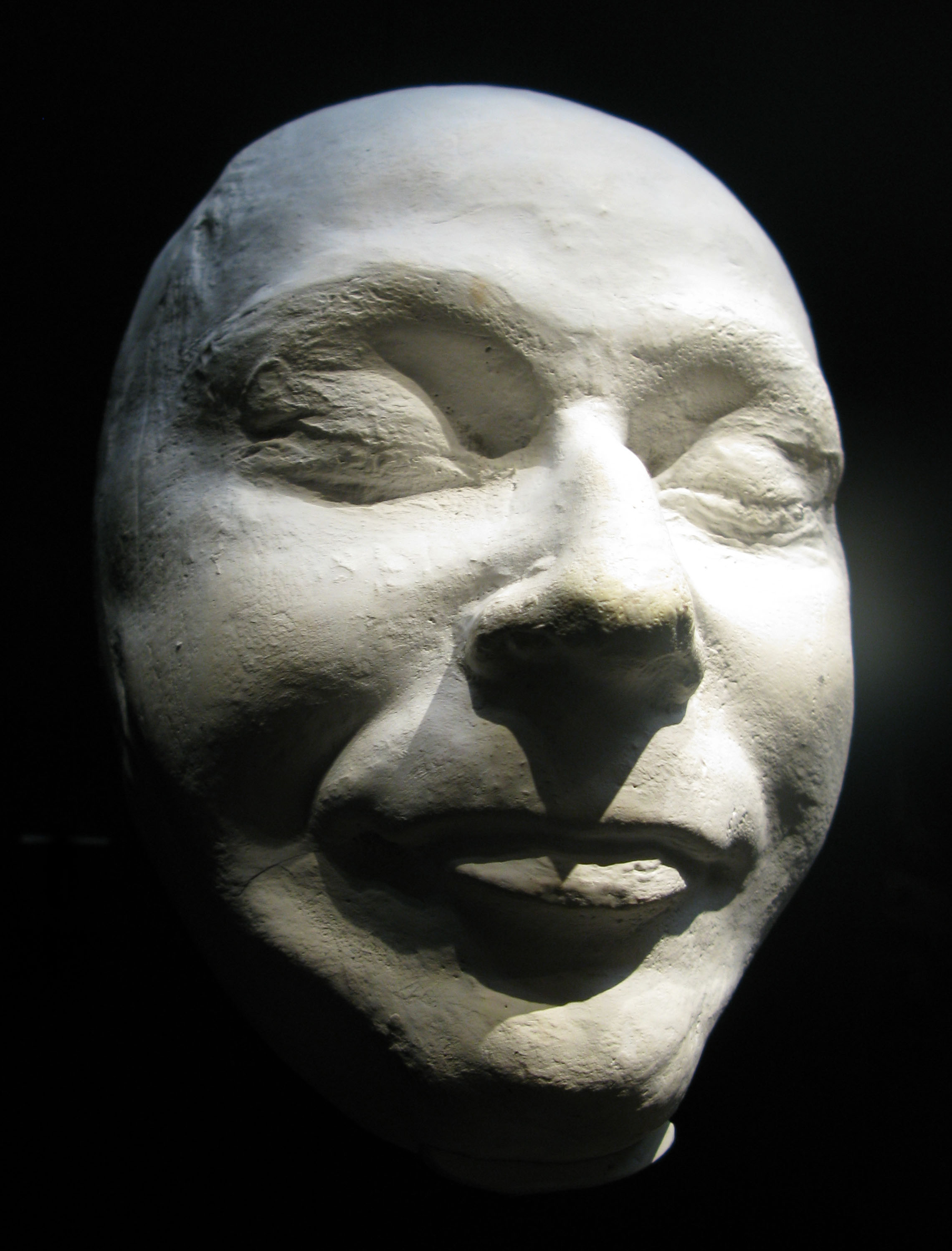
Посмертная маска Гиммлера в Имперском военном музее в Лондоне

Согласно приговору Международного военного трибунала в Нюрнберге от 1 октября 1946 года, СС использовалась для преступных целей, в числе которых были «преследование и истребление евреев, зверства и убийства в концентрационных лагерях, эксцессы, совершавшиеся при управлении оккупированными территориями, проведении в жизнь программы использования рабского труда и жестокое обращение с военнопленными и их убийства», ввиду чего все лица, «которые стали членами этой организации или оставались её членами, зная, что эта организация используется для совершения действий, определяемых преступными», являются преступниками. Гиммлер не предстал перед трибуналом ввиду своей смерти и не был привлечён к судебной ответственности.
Альберт Шпеер вспоминал о Гиммлере, что за бессодержательным образом педанта скрывался человек, который принимал обдуманные решения, обладал настоящим кадровым чутьём и сумел распространить влияние своей организации на все сферы повседневной жизни.

Гиммлер обладал трезвым умом и упорно стремился к достижению вполне определённых политических целей. На совещаниях Гиммлер всегда был неизменно вежлив со всеми участниками. <…> Он также имел такое редкое для большинства соратников Гитлера качество, как способность признать правоту оппонента. Во время дебатов он зачастую уделял излишнее внимание мелочам, тщательно взвешивал каждое слово и производил впечатление педанта и формалиста. Очевидно, его совершенно не волновало мнение окружающих — ведь из-за этой своей привычки он казался им косным и ограниченным человеком.— Альберт Шпеер. Воспоминания (1969)
Биограф Петер Лонгерих отмечает, что способность Гиммлера увязать растущие власть и ответственность в стройную систему сделала его одним из сильнейших людей в Третьем рейхе.
Генерал Хайнц Гудериан в своих мемуарах дал Гиммлеру следующую характеристику:

Самой тёмной личностью из свиты Гитлера был рейхсфюрер СС Генрих Гиммлер. Этот невзрачный человек со всеми признаками расовой неполноценности внешне казался заурядным существом. Он всегда стремился быть вежливым и в противоположность Герингу вёл спартанский образ жизни. Но фантазия Гиммлера не знала границ. Он не жил на земной планете. Исповедуемая им расовая теория была ошибочной и привела его к тяжким преступлениям.— Хайнц Гудериан. Воспоминания солдата (1950)
Историк Вольфганг Зауэр писал: 

Хотя он и был педантичен, догматичен и скучен, Гиммлер обладал второй после Гитлера реальной властью. Его сила заключалась в сочетании необыкновенной проницательности, пламенных амбиций и раболепной преданности Гитлеру».
Британский историк Питер Пэдфилд полагает:
Гиммлер… казался самым могущественным человеком при Гитлере. Невозможно сказать, был ли он таковым на самом деле, и не имеет смысла об этом спрашивать, так как он никогда не был готов использовать свою власть, чтобы изменить ход событий…

Американский писатель и историк Джон Толанд привёл рассказ Гюнтера Зирупа, подчинённого Гейдриха, как тот показал ему фотографию Гиммлера, сказав:
«Верхняя половина — учитель, но нижняя — садист».
 Другой британский историк Адриан Уил утверждает, что Гиммлер и СС воплощали политику Гитлера, не обсуждая её и не тратя время на этические рассуждения. Гиммлер полностью разделял идеологию Гитлера и нацистов, а СС считал рыцарским Тевтонским орденом новых немцев. Гиммлер утвердил доктрину Auftragstaktik («тактика поручений»), в соответствии с которой приказы отдавались в виде общих директив, а полномочия делегировались нижестоящим инстанциям соответствующего уровня для своевременного и эффективного выполнения. Уил утверждает, что идеология СС служила доктринальной основой, а тактика поручений позволяла младшим офицерам действовать по собственной инициативе для достижения желаемых результатов.
В 2008 году немецкий еженедельник «Шпигель» назвал Гиммлера архитектором Холокоста и одним из самых жестоких массовых убийц в истории.

## Награды

### Немецкие
Список немецких наград:
- Немецкая памятная монета мировой войны[нем.] (1920)
- Памятная монета 1914—1918 годов Кифхойзерского общества[англ.] (1922)
- Знак участника рейхспартейтага (1927)
- Знак участника рейхспартейтага (1929)
- Знак слёта СА в Брауншвейге (1931)
- Гражданский знак СС[нем.] (1933)
- Золотой партийный знак НСДАП (1934)
- Медаль «В память о 9 ноября 1923 года» (1934)
- Почётный шеврон старого бойца (1934)
- Почётный крест мировой войны 1914—1918 годов (1934)
- Медаль «За выслугу лет в НСДАП» 3-й степени в бронзе за 10 лет выслуги (1935)
- Почётная плакета члена Имперского культурного сената (1936)
- Спортивный знак СА в бронзе (1936)
- Немецкий Олимпийский почётный знак 1-й степени на шейной ленте (1936)
- Почётная медаль Противовоздушной обороны 1-й степени (1938)
- Немецкий конный знак в золоте (1938)
- Золотой знак Гитлерюгенда[англ.] с дубовыми листьями (1938)
- Медаль «В память 13 марта 1938 года» (1938)
- Медаль «В память 1 октября 1938 года» с планкой с изображением Пражского замка (1938)
- Медаль «В память 22 марта 1939 года» (1939)
- Медаль «За сооружение Атлантического вала» (1939)
- Спортивный знак Германского рейха в серебре (1939)
- Медаль «За выслугу лет в СС» 2-й степени в серебре за 12 лет выслуги (1939)
- Почётный знак «За заботу о немецком народе» 1-й степени (1939)
- Медаль «За выслугу лет в НСДАП» 2-й степени в бронзе за 15 лет выслуги (1940)
- Золотая плакета Немецкого института иностранных дел[нем.] (1940)
- Знак «Лётчик-наблюдатель» в золоте с бриллиантами (1942).
- Почётный знак гау Вартеланд за заслуги в этнической борьбе (1943)

### Иностранные
Список иностранных наград:
- Почётный кинжал фашистской милиции Италии (Королевство Италия, 1937)
- Савойский военный орден степени кавалера Большого креста со звездой и плечевой лентой (Королевство Италия, 1937)
- Орден Короны Италии степени кавалера Большого креста (Королевство Италия, 1937)
- Орден Святых Маврикия и Лазаря степени кавалера Большого креста (Королевство Италия, 1938)
- Имперский орден Ярма и Стрел степени кавалера Большого креста (Королевство Испания, 1939)
- Орден Югославской короны 1-й степени (Королевство Югославия, 1939)
- Орден Священного сокровища 1-й степени (Японская империя, 1941).
- Орден Креста Свободы степени кавалера Большого креста (Финляндская Республика, 1942)
- Орден князя Прибины степени кавалера Большого креста (Словацкая Республика, 1943)
- Орден Короны короля Звонимира степени кавалера Большого креста с дубовыми листьями (Независимое государство Хорватия, 1943)

### Прижизненные публикации
- Bauer, wach auf! // Der Nationale Sozialist für Sachsen. 1.8. 1926.
- Der Reichstag 1930: Das sterbende System und der Nationalsozialismus // Nationalsozialistische Bibliothek — Heft 25. München: Eher, 1931.
- Heinrich I. Rede des Reichsführers-SS im Dom zu Quedlinburg am 2. Juli 1936. Berlin: Nordland-Verl. 1936.
- Die Schutzstaffel als antibolschewistische Kampforganisation. München: Eher, 1936 (переиздавалось в 1936, 1937, 1939 гг.; с нем. — «Охранный отряд как антибольшевистская боевая организация»).
- Die Schutzstaffel. Grundlagen, Aufbau und Wirtschaftsordnung des national-sozialistischen Staates. Berlin: Industrieverl. Spaeth & Linde, [1938].
- Sicherheitsfragen: Vortrag, gehalten auf der Befehlshabertagg in Bad Schachen am 14. Okt. 1943. [Berlin]: NS-Führungsstab d. Oberkommandos d. Wehrmacht, 1943.
- Die Behandlung der Kinder und Jugendlichen bei der Polizei: [RdErl. d. RFSS u Ch d Dt. Pol. v. 3.1.1944] Berlin: Kriminal-Wissenschaft u. -Praxis Verl., 1944.

### Посмертные публикации
- Reichsführer!.. Briefe an und von Himmler. Hrsg. von H. Heiber. Stuttgart: Deutsche Verlagsanstalt, 1968.
- Heinrich Himmler. Geheimreden 1933 bis 1945 und andere Ansprachen. Frankfurt am Main: Propylaen, 1974.

## Отражение в искусстве

### Художественные фильмы и телесериалы
- Говард Фримен[англ.] («Безумец Гитлера[англ.]», 1943)[256].
- Фредерик Гирман («Странная смерть Адольфа Гитлера[англ.]», 1943)[257].
- Уэджвуд Ноуэлл[англ.] («Эта жуткая неприятность[англ.]», 1943)[258].
- Пётр Берёзов («Секретная миссия», 1950[259]; «Урок истории», 1956)[260].
- Эрик Цукман («Волшебное лицо[англ.]», 1951)[261].
- Эрих Штукман («Последний акт», 1955)[262].
- Луис ван Рутен[англ.] (Операция «Эйхман»[англ.], 1961)[263].
- Рик Трегер («Гитлер», 1962)[264].
- Генрих Нарента («Замёрзшие молнии[англ.]», 1967)[265].
- Вячеслав Дугин («Щит и меч», 1968)[266].
- Йозеф Ворел («Дни предательства», 1973)[267].
- Александр Бершадский («Блокада», 1974—1977)[268].
- Эрих Тиде («Освобождение», 1970—1972[269]; «Солдаты свободы», 1977[270]; «Фронт в тылу врага», 1981[271]; «Сталинград», 1989)[272].
- Николай Прокопович («Семнадцать мгновений весны», 1973[273]; «Родины солдат», 1975[274]; «Дума о Ковпаке», 1973—1976)[275].
- Дональд Плезенс («Орёл приземлился», 1976)[276].
- Ханс Корте[англ.] («Смерть — моё ремесло[англ.]», 1977)[277].
- Хайнц Шуберт («Гитлер. Фильм из Германии», 1977)[278].
- Ян Седлиский («Завтра встану и ошпарюсь чаем», 1977)[279].
- Иэн Холм («Холокост», 1978)[280].
- Майкл Ширд[англ.] («Бункер», 1981)[281].
- Дитер Вагнер («Ветры войны[англ.]», 1983)[282].
- Стивен Мур[англ.] («Поймать короля[англ.]», 1984)[283].
- Джон Нормингтон[англ.] («СС Гитлера: Портрет зла[англ.]», 1985)[284].
- Манфред Цапатка[англ.] («Проект Гиммлер[нем.]», 2000) (документальный).
- Петер Фёрбер[нем.] («Восстание[англ.]», 2001)[285].
- Александр Дуда («Непобедимый», 2001)[286].
- Ульрих Нётен[англ.] («Бункер», 2004[287]; «Мой фюрер, или Самая правдивая правда об Адольфе Гитлере», 2007)[288].
- Дэниэл Уэбб[англ.] («Арийская пара[англ.]», 2004)
- Флориан Мартенс[нем.] (Шпеер и он[англ.], 2005)[289].
- Матиас Фрайхоф[англ.] («Операция „Валькирия“», 2008)[290].
- Алексей Федотов («Легенда об Ольге», 2009)[291].
- Сергей Стёпин («Приказано уничтожить! Операция: „Китайская шкатулка“», 2009)[292].
- Томас Дархингер[нем.] («Облава», 2010)[293].
- Александр Мякушко («Контригра», 2011)[294].
- Валерий Глазков («Немец», 2011)[295].
- Геннадий Скарга («„Кедр“ пронзает небо», 2011)[296].
- Доминик Шифнер[нем.] («Приход к власти», 2012)[297].
- Тобиас Моретти («Самый порядочный[англ.]», 2014).
- Артур Харитоненко («Апперкот для Гитлера», 2015)[298].
- Дэвид Б. Стюарт III («Рейхсфюрер СС», 2015)[299].
- Виктор Сухоруков («Рай», 2016)[300].
- Ян Лепшик[чеш.] («Лида Баарова», 2016)[301].
- Эдди Марсан («Исключение», 2016)[302].
- Кеннет Тайгар[англ.] («Человек в высоком замке», 2015—2019)[303].
- Григорий Зельцер («Охота на дьявола», 2017)[304].
- Стивен Грэм («Мозг Гиммлера зовётся Гейдрихом», 2017)[305].
- Робинсон Райхель[англ.] («Т-34», 2018)[306].
- Мартин Бермозер[нем.] («Фюрер и растлитель[нем.]», 2024)[307].

### Документальные фильмы
- «Гиммлер. Судьба провокатора» (из цикла «Секретные истории», Россия, 2008)[308].
- «Генрих Гиммлер. Апостол дьявола» (Россия, 2008)[309].
- «Генрих Гиммлер. Погоня за призраком» (из цикла «Тайны века с Сергеем Медведевым», Россия, 2009)[310].
- «Подручный Гитлера» (из цикла «Последние тайны рейха», США, 2011)[311].
- «Генрих Гиммлер. Исчезновение» (из цикла «Загадки века с Сергеем Медведевым», Россия, 2016)[312].

### Компьютерные игры
- Неоднократно упоминается и появляется в качестве одного из персонажей в видеоигре Return to Castle Wolfenstein[313]. Также упомянут в Medal of Honor Underground перед миссией по проникновению в Вевельсбург[314].
- Генрих Гиммлер также доступен, как лидер Орденcштаата Бургундии в модификации The New Order: Last Days of Europe к стратегии Hearts of Iron 4. В этом моде он представлен фанатиком и лидером самых жестоких нацистов, а государство, что он построил критик Тимоти Борсилли описал, как теневое государство в духе Оруэлла[315]. В своей вотчине он уничтожает французскую и бельгийскую культуру и стремится совершить ядерный апокалипсис, чтобы после него выжившие немцы возродили арийскую расу[316].

### Комментарии
1. ↑  англ. "like a nursery gardener trying to reproduce a good old strain which has been adulterated and debased; we started from the principles of plant selection and then proceeded quite unashamedly to weed out the men whom we did not think we could use for the build-up of the SS."
2. ↑  англ. «Himmler … appeared the most powerful man under Hitler. It is impossible to say whether he was in practice, and meaningless to ask, since he was never prepared to use his power directly to change the course of events …»